# Hubert Deuringer
Hubert Deuringer (* 18. Januar 1924 in Empfingen; † 16. Juni 2014 ebenda) war ein deutscher Musiklehrer, Akkordeonist, Komponist, Arrangeur und freischaffender Kapellmeister bzw. Orchesterleiter sowie Dozent.

## Leben
Deuringer studierte an der Musikhochschule Stuttgart Klarinette und an der Musikschule Trossingen Akkordeon.
1945 begann Hubert Deuringer als Akkordeonist bei „Radio Stuttgart“. 1947 wechselte er zum neu gegründeten Südwestfunk (SWF) in Baden-Baden und leitete bereits ein Jahr später das Tanzstreichorchester des SWF.
Ab 1951 wurde Hubert Deuringer unter Vertrag genommen. Es folgten Aufnahmen bei Odeon und später bekam er Exklusivverträge bei Teldec, Polydor und bei Herkules-Records. In zahlreichen Fernsehsendungen war Hubert Deuringer in den 1950er und 1960er Jahren als Solist und Orchesterleiter zu sehen.
Danach dirigierte er das Rundfunkorchester des SWF (heute SWR) und war Dozent für Akkordeon-Stilistik und Improvisation am Hohner-Konservatorium in Trossingen. 1974 erhielt er für seine Verdienste um die Volksmusik die Hermann-Schittenhelm-Medaille (Hermann Schittenhelm war der Gründer des Ersten Harmonikaorchesters 1927). Deuringer lebte und starb in Empfingen im Nordschwarzwald. Er war katholisch, verheiratet mit Ulla Deuringer, geborene Günther, und hatte drei Kinder (Maria, Tobias und Tilman).